# R. Daneel Olivaw

R. Daneel Olivaw es un robot de ficción creado por Isaac Asimov. Aparece en las series de Robots y Fundación. De forma destacada se puede encontrar en Las bóvedas de acero, El sol desnudo, Los robots del amanecer, Robots e Imperio, Preludio a la Fundación, Hacia la Fundación y Fundación y Tierra. También aparece en todos los libros de la Segunda Trilogía de la Fundación, es decir, "El temor de la Fundación" de Gregory Benford, "Fundación y caos" de Greg Bear, y "El triunfo de la Fundación" de David Brin. Daneel es un personaje muy significativo dentro del universo de la Fundación, pues es el personaje unificador de todos los ciclos de la Saga, influyendo sobre el destino de la humanidad en un espacio de tiempo de unos 20.000 años.

## Historia
Daneel es un robot construido por los espaciales del planeta Aurora (planeta ficticio) para tener el mismo aspecto que un humano, un androide. Esta característica le permite ayudar al policía de la Tierra Elijah Baley a resolver crímenes. El primer encuentro entre Daneel y Baley se produce cuando Baley está investigando el asesinato del Científico Roj Nemennuh Sarton, el humano que ayudó al científico Han Fastolfe a construir a Daneel. La apariencia externa de Daneel es idéntica al difunto científico Sarton.
Daneel y Baley también trabajan juntos en un caso de asesinato en el planeta espacial Solaria, y en el caso de un roboticidio del hermano de Daneel, otro robot humaniforme, Jander Panell, en Aurora. En este último caso se encuentra con R. Giskard Reventlov, un robot único que es capaz de leer la mente de las personas. 
En su lecho de muerte, Baley, en una emotiva despedida final, mandata a Daneel para que proteja a la humanidad en su conjunto, más que a individuos en particular. Años después, ya fallecido Elijah Baley, Daneel y Giskard deben hacer frente al complot para destruir la Tierra por parte de Kelden Amadiro y Levular Mandamus. Para lograrlo y puesto que las tres leyes de la robótica le impiden actuar correctamente (Primera Ley "Un robot no puede dañar a un ser humano, o por inacción permitir que un ser humano sea dañado". Segunda Ley: "Un Robot debe acatar las órdenes de un ser humano siempre y cuando esto no vaya en contra de la primera ley". Tercera Ley: "Un Robot debe proteger su propia existencia siempre y cuando esto no vaya en contra de las otras leyes".) Daneel llega a la conclusión de que debe existir una "Ley Cero" de la robótica (Ley Cero: "Un Robot no puede dañar a la Humanidad o por inacción permitir que la humanidad resulte dañada". Por esta ley la Primera queda modificada de la siguiente manera: "Un robot no puede dañar a un ser humano o por inacción, permitir que un ser humano resulte dañado siempre y cuando esto no contravenga la "Ley Cero"). La Ley cero destruyó el cerebro positrónico de Giskard cuando intentó aplicarla ya que violó la primera ley de la robótica. Giskard concedió sus habilidades para leer la mente a Daneel, el que durante 20.000 años se ha adaptado para poder obedecer completamente la ley cero.

## Otras identidades de Daneel Olivaw
Daneel ha manipulado la Galaxia durante todo este tiempo con ayuda de muchos robots aliados. Fue él quien instauró el Imperio Galáctico y Gaia con el fin de crear una sociedad que no necesitara robots. Tras la identidad de Eto Demerzel, se convirtió en el primer ministro del Emperador Galáctico Cleón I.
Cuando Hari Seldon llegó por primera vez a Trantor, R. Daneel Olivaw, con la identidad del periodista Chetter Hummin (un juego con la palabra «humano»), convence a Hari de que el Imperio Galáctico se estaba muriendo y que la psicohistoria debe de convertirse en ciencia práctica para salvarlo. Con la identidad de Hummin, convenció a Seldon de que el primer ministro Eto Demerzel estaba detrás de él, y que era imperativo para Hari escapar e intentar hacer la psicohistoria una realidad. Presenta a Hari a Dors Venabili, que se convertirá en su amiga y protectora, y futura mujer. Al final del vuelo de Seldon, se le revela que Hummin y Demerzel son realmente la misma persona, y que ambas son identidades falsas de R. Daneel Olivaw. Demerzel volvería aparecer brevemente en el epílogo de Hacia la Fundación, en el que se dice que era uno de las pocas personas que estaban en el entierro de Hari Seldon.
R. Daneel Olivaw apareció de nuevo en Fundación y Tierra, en la cual Golan Trevize y Janov Pelorat, ambos miembros de la Fundación, toman contacto con él. Buscando la Tierra, la encuentran radiactiva, pero de paso dan con la base de Daneel en la Luna, base que el robot se ha esforzado en ocultar de la conciencia galáctica. Daneel les cuenta sus manipulaciones en la historia, incluyendo el establecimiento en Alfa Centauri, la creación de Gaia y la psicohistoria. Finalmente convence a Trevize de que la creación de Galaxia es la elección correcta (realizada en el libro Los límites de la Fundación).
En la continuación de la Saga de la Fundación hecha por varios autores a fines de los 90´s (El Temor de la Fundación, Fundación y Caos y El Triunfo de La Fundación), se revela que Daneel ha sido también la Emperatriz Ruellis, iniciadora del Ruellianismo (normas éticas inspiradas en la antigua China).

## Otras facetas del mito de Daneel
En una evolución posterior del mito, desarrollado por Greg Bear en "Fundación y caos", se descubre que Daneel ha debido batallar durante milenios con aquellos robots que no aceptaron la Ley Cero; tales son los robots "calvinianos", en contraposición a los "giskardianos" que encabeza Daneel. A espalda de los humanos los robots han sostenido verdaderas guerras civiles robóticas, en las cuales ha salido victorioso Daneel y su facción.
En otra faceta, desarrollada por David Brin en "El triunfo de la Fundación", Daneel ha luchado incansablemente con el problema del "caos", un mal que afecta a la raza humana producto de una temprana infección vírica, enraizada en los genes de la especie, y que provoca el hundimiento de las sociedades. Para derrotar al caos Daneel ha arbitrado todos los medios posibles: la creación del Imperio Galáctico, la inducción del conformismo mediante potentes transmisores mentálicos en órbita en cada mundo habitado, la creación de la psicohistoria y, por último, la creación de Gaia.
Daneel, presionado por sus propios robots y por los humanos, ha debido ceder en ocasiones. Así queda expuesto en el "Triunfo de la Fundación", en que se compromete a consultar con los humanos el destino de la Galaxia, en la persona de un "hombre que nunca se equivoque". Tal personaje será Golan Trevize. El robot Lodovik Trema ("Fundación y caos" y "El triunfo de la Fundación"), el cual no obedece a las leyes robóticas, llegó a ponerlo en jaque, teniendo Daneel que contemporizar con él. Lo mismo hizo la dinastía de los Hinriad, que gobernaba el sistema de Rhodia ("En la arena estelar"), la cual lo neutralizó, escapando tenazmente a la amnesia histórica que éste pretendía imponer a la humanidad ("El triunfo de la Fundación").
Isaac Asimov dijo que la razón de que Daneel apareciera tan a menudo en sus libros fue que sus lectores y editores se lo pedían.
Con el tiempo, el personaje se ha convertido en un verdadero mito literario -el Guardián Secreto de la Humanidad, el Servidor Inmortal- y que ha sido abordado y profundizado por otros autores (G. Benford, G. Bear y D. Brin).
- Datos: Q901072